# هرمنوتیک مضاعف
هرمنوتیک مضاعف (به انگلیسی: Double hermeneutic) نظریه‌ای است که توسط جامعه‌شناس انگلیسی، آنتونی گیدنز ارائه شده است، مبنی بر اینکه مفاهیم «لایه‌ای» روزمره و مفاهیم علوم اجتماعی رابطه‌ای دو سویه دارند. یک مثال رایج، ایده طبقه اجتماعی است، یک مقوله علمی-اجتماعی که به‌طور گسترده در جامعه وارد شده است. از دهه ۱۹۷۰ به عنوان یکی از ویژگی‌های متمایز علوم اجتماعی، هرمنوتیک مضاعف به معیاری برای جداسازی علوم انسانی / اجتماعی از علوم طبیعی تبدیل شده است.

## نمای کلی
آنتونی گیدنز (۱۹۸۲) استدلال می‌کند تفاوت مهمی بین علوم طبیعی و اجتماعی وجود دارد. در علوم طبیعی، دانشمندان تلاش می‌کنند تا نحوه ساختار جهان طبیعی را بفهمند و دربارهٔ آن نظریه‌پردازی کنند. فهم یک طرفه است یعنی در حالی که ما به دنبال درک اعمال مواد معدنی یا مواد شیمیایی هستیم، مواد شیمیایی و معدنی به دنبال درک ما نیستند. او از این به عنوان «منفرد هرمنوتیک» یاد می‌کند. (هرمنوتیک به معنای تفسیر یا درک است.) در مقابل، علوم اجتماعی درگیر هرمنوتیک مضاعف هست. علوم اجتماعی مختلف به مطالعه افراد و جامعه می‌پردازند، اگرچه روش انجام این کار متفاوت است. برخی از علوم اجتماعی مانند جامعه‌شناسی فقط به مطالعه آنچه مردم انجام می‌دهند، نمی‌پردازند، بلکه به اینکه مردم چگونه دنیای خود را می‌فهمند، و اینکه چگونه این درک عمل آنها را شکل می‌دهد را هم مطالعه می‌کنند. از آنجا که مردم می‌توانند فکر کنند، انتخاب کنند و از اطلاعات جدید برای تجدید نظر در درک خود (و در نتیجه عملکردشان) استفاده کنند؛ آنها می‌توانند از دانش و بینش علوم اجتماعی برای تغییر عملکرد خود استفاده کنند.
گیدنز در تشریح مفهوم خود از هرمنوتیک مضاعف، آن را چنین توضیح می‌دهد در حالی که فیلسوفان و دانشمندان علوم اجتماعی اغلب راه را در نظر گرفته‌اند… «که در آن مفاهیم غیرمستقیم سرسختانه در گفتمان فنی علوم اجتماعی نفوذ می‌کنند»... «(و) برخی موضوع را برعکس در نظر گرفته‌اند.» او توضیح می‌دهد «مفاهیم علوم اجتماعی دربارهٔ یک موضوع مستقل ساخته نمی‌شوند که صرف‌نظر از اینکه این مفاهیم چیست، ادامه می‌یابد. یافته‌های علوم اجتماعی اغلب به‌طور اساسی وارد دنیایی می‌شوند که توصیف می‌کنند.»
فیلسوف دیمیتری گینف گفت از دهه ۱۹۷۰، بحث در مورد هرمنوتیک مضاعف در پسااثبات‌گرایی معرفت‌شناسی و در نظریه انتقادی منجر به گرایش به تقابل روش‌شناسی در هستی‌شناختی هرمنوتیک مضاعف شده است. دیدگاه روش‌شناختی به‌طور سنتی هرمنوتیک مضاعف را به عنوان یک تفاوت خاص تحقیق انسانی-علمی درک می‌کند.

## برای مطالعهٔ بیشتر
- 'dnkc، آنتونی، و پیرسون، سی. [https://books.google.com/books?id=s3RnAgAAQBAJ مکالمات با آنتونی گیدنز (کمبریج: پولیتی؛ آکسفورد: ناشران بلک‌ول، ۱۹۹۸)،  شابک ‎۹۷۸−۰−۷۴۵۶−۶۶۴۲−۶